# Stanislas Marie Adélaïde
Stanislas Marie Adélaïde, conde de Clermont-Tonnerre (10 de octubre de 1757-10 de agosto de 1792), fue un oficial del ejército y político francés.

## Primeros años y carrera
Nacido en Mandres-aux-Quatre-Tours, Ducado de Bar, Stanislas fue el primogénito de François-Joseph, marqués de Clermont-Tonnerre (1726-1809), y su primera esposa, Mary Anne de Lentilhac de Gimel, y nieto de Gaspard, duque de Clermont-Tonnerre (1688-1781), mariscal de Francia. Siguiendo la tradición de su familia, Stanislas se convirtió en coronel del primer Regimiento de Coraceros.
En 1782 contrajo matrimonio con Marie Louise Josephine Delphine de Rosières de Sorans (diciembre de 1766-26 de octubre de 1832), dama de compañía de la princesa Isabel de Francia, hermana del rey Luis XVI. El matrimonio tuvo tres hijos, de los cuales sólo la hija mayor sobrevivió a la infancia, contrayendo matrimonio en 1803 con Esprit Louis Charles Alexandre Savary de Lancosme (1784-1853).
Antes del inicio de la Revolución francesa, Stanislas era masón, además de un destacado orador (cualidad que adquirió hablando ante la Logia Masónica) y un conocido liberal, pasando gran parte de su tiempo con reformistas como Antoine Pierre Joseph Marie Barnave y Jacques Pierre Brissot debido a su interés común en seguir manteniendo la monarquía en Francia.

## Revolución francesa

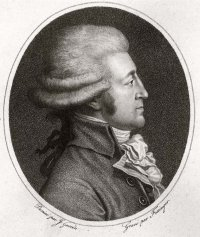
Grabado de Stanislas Marie Adélaïde, por Gabriel Fiesinger (1790).

Stanislas fue elegido para los Estados Generales de 1789 por el Segundo Estado de París, fungiendo como portavoz de la minoría de nobles liberales, entre quienes se encontraban el duque de Orleans y el marqués de La Fayette, los cuales terminaron uniéndose al Tercer Estado el 25 de junio del mismo año.
En julio de 1789, Stanislas redactó dos proposiciones basadas en diferentes cuadernos de quejas en toda la Asamblea Nacional, siendo uno de ellos conocido como Rapport du Comité de Constitution. Tanto liberales como conservadores sintieron que dichas propuestas no representaban adecuadamente los intereses de ninguna facción. La principal preocupación de Stanislas radicaba en mantener Francia intacta, si bien votó a favor de la moción del vizconde de Noailles para abolir el feudalismo en Francia los días 4 y 5 de agosto de 1789.
Clermont-Tonnerre deseaba basar la constitución francesa en las leyes orgánicas de Inglaterra, formando parte de los ocho miembros del Comité Constitucional. Cuando la Asamblea Nacional rechazó sus propuestas de una legislatura bicameral y un veto absoluto para la corona (días 10 y 11 de septiembre de 1789), Stanislas renunció a su cargo junto con otros cinco conservadores (incluyendo a Jean-Joseph Mounier), uniéndose durante el resto de su mandato en la Asamblea Nacional al partido de los realistas moderados, liderado por el barón Pierre Victor Malouet, y siendo elegido presidente de la Asamblea Nacional Constituyente en dos ocasiones (del 17 al 31 de agosto y del 9 al 28 de septiembre de 1789).

## Conflicto con los jacobinos
Sus inclinaciones políticas eran vistas con hostilidad por los políticos radicales del Palacio Real, si bien siguió defendiendo una política liberal moderada a pesar de haber sido objeto de abusos y amenazas, sobre todo en lo relativo a la eliminación de restricciones para los judíos y los protestantes y la extensión del sistema de juicio por jurado.
En enero de 1790, Stanislas colaboró con Pierre Victor en la fundación del Club des Impartiaux y el Journal des Impartiaux, siendo dichos nombres cambiados en noviembre a Société des Amis de la Constitution Monarchique y Journal de la Société, con el fin de enfatizar su oposición al Club de los Jacobinos.

## Muerte
Stanislas fue arrestado tras la fuga de Varennes, la cual tuvo lugar el 21 de enero de 1791, mismo día en que la Société des Amis fue denunciada por Antoine Barnave en la Asamblea Nacional, siendo atacada por una turbamulta el 28 de marzo, tras lo cual fue clausurada por orden de la Asamblea.
Clermont-Tonnerre fue liberado el 10 de agosto de 1792, siendo asesinado ese mismo día por la multitud que irrumpió en el Palacio de las Tullerías. Stanislas intentó contactar con Luis XVI durante el asalto, si bien no pudo lograrlo tras haber sido descubierto mientras se hallaba oculto en casa de Madame de Brassac por varios seguidores de Robespierre, quienes consideraban que cualquier partidario de la monarquía debía ser ejecutado de inmediato. Stanislas murió tras ser arrojado por la multitud desde la ventana de un cuarto piso.